# 京东大道站
京东大道站位于中华人民共和国江西省南昌市青山湖区火炬大街与京东大道交叉口，是南昌地铁3号线的地铁车站，车站于2020年12月26日和3号线一同启用。

## 车站结构

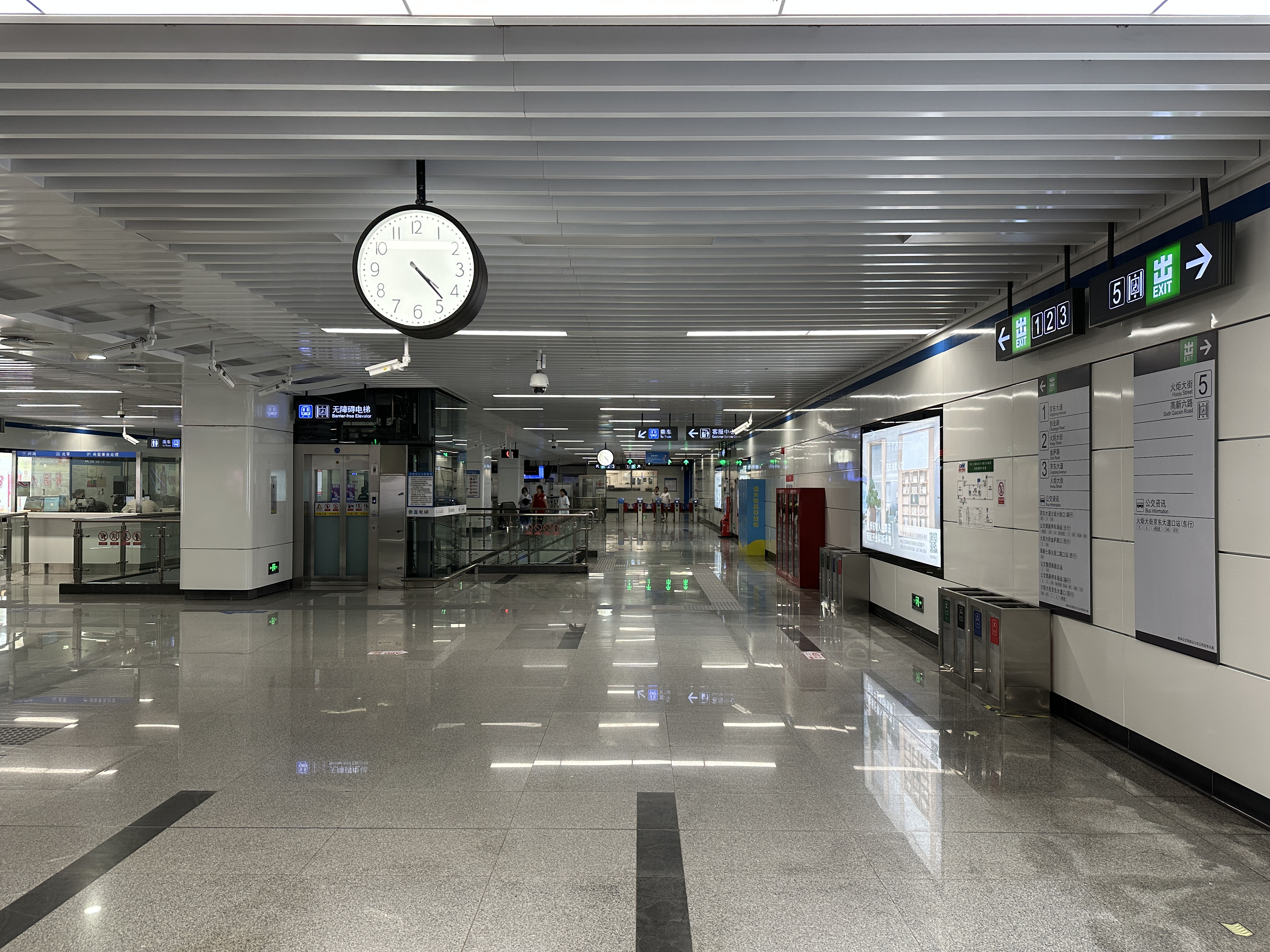
站厅

车站为地下二层岛式车站:55；东端设双存车折返线，西端设单渡线且预留延伸条件:36。

### 楼层
| 1层  | 地面               | 出入口                     |  |  |
| -1层 | 站厅               | 自动售票机、客服中心       |  |  |
| -2层 |                    | █ 3号线 往银三角北（梁万） |  |  |
|      | 岛式站台，左侧开门 |                            |  |  |
|      |                    | █ 3号线 终点站 下客站台    |  |  |

### 出入口
| 编号                   | 指示                       | 图片 | 建议前往的目的地                                 |
| ---------------------- | -------------------------- | ---- | ------------------------------------------------ |
| 1-1                    | 京东大道                   |      | 创业路                                           |
| 出口 · 2L              | 火炬大街北侧               |      | 泰豪软件园北区、金庐路                           |
| 出口 · 3L              | 火炬大街北侧，京东大道西侧 |      |                                                  |
| 出口 · 5L · 升降机标志 | 火炬大街南侧               |      | 高新六路、泓泰创新科技园、江西省电子信息技师学院 |
| 註： 設有              |                            |      |                                                  |

## 历史
- 2008年9月15日开始公示5条线路的规划中包括4号线的本站[2][3][4]。
- 2014年1月23日3、4号线优化调整规划批前公示，本站为3号线车站[5][6]。
- 2014年3月21日公布的“南昌市城市快速轨道交通建设规划（2014-2020）环评”显示本站名为京东大道站[7]。
- 2015年5月5日《南昌市城市轨道交通第二期建设规划(2015-2021)》得国家发改委批复，显示本站名为“京东大道站”[8]。
- 2015年7月20日南昌市轨道交通3号线工程环境影响评价文件拟受理情况的公示，[9]公布了《南昌市轨道交通3号线工程环境影响报告书（公示稿）》[1]。
- 2015年8月4日《关于南昌市轨道交通3号线工程规划选址的批前公示》，“京东大道站”位于京东大道与火炬大街的交叉口[10][11]。